# Amyris (bedrijf)
Amyris, Inc.  is een Amerikaans-Braziliaanse biotech-fabrikant van geïntegreerde hernieuwbare producten. Door middel van fermentatie zet het bedrijf plantaardige suikers om in koolwaterstofmoleculen en produceert op die manier speciale ingrediënten en consumentenproducten. Amyris maakt van rietsuiker onder meer geur- en smaakstoffen, cosmetica, medicijnen en voedingssupplementen.

## Kickstart door Bill Gates
Het was Bill Gates die met zijn Bill & Melinda Gates Foundation Amyris een kickstart gaf. Het bedrijf kon hiermee werken aan een malariamedicijn. Dit medicijn (artemisinine), dat normaal gesproken uit schaarse Chinese zomeralsem gewonnen wordt, kan door fermentatie op grote schaal uit suiker geproduceerd worden. 120 miljoen malariabehandelingen met dit medicijn werden gratis aan OneWorld Health beschikbaar gesteld.

## Eigen merken
Amyris verkoopt zijn producten onder een aantal merknamen. Zo worden de duurzame schoonheidsproducten onder de merknaam Biossance verkocht en babyproducten onder de merknaam Pipette.

## Samenwerking met andere bedrijven
Het Nederlandse DSM heeft een belang in Amyris en is in 2017 een langdurige samenwerking aangegaan. Ook Total is een partner en produceert samen met Amyris biobrandstoffen. De Japanse Nikkol Group heeft samen met Amyris een joint venture genaamd Apprinova die onder de merknaam Neossance cosmetica-ingrediënten produceert, waaronder squalaan en hemisqualaan.

## Samenwerking met overheden en universiteiten
Amyris heeft diverse samenwerkingsprojecten met universiteiten. Zo werd in 2017 een partnerschap met de overheid van Queensland, Australië aangegaan, nadat in 2016 een memorandum van overeenstemming met de Universiteit van Queensland getekend werd om tot een 'Biofutures Hub' te komen. In Europa heeft Amyris een hub aan de Universidade Catolica Portuguesa te Porto, Portugal. Aldaar loopt een samenwerkingsproject onder de naam "Alchemy". Samen met onder meer Heineken en DSM heeft Amyris ook een samenwerkingsverband met de sectie industriële microbiologie van de Technische Universiteit Delft.